# Monaco aux Jeux olympiques d'hiver de 2022
Monaco participe aux Jeux olympiques d'hiver de 2022 à Pékin en Chine du 4 au 20 février 2022. Il s'agit de sa onzième participation à des Jeux d'hiver.
C'est le skieur Arnaud Alessandria qui a été désigné comme porte-drapeau

## Athlètes engagés
| Sport     | Hommes | Femmes | Total |
| --------- | ------ | ------ | ----- |
| Bobsleigh | 2      | 0      | 2     |
| Ski alpin | 1      | 0      | 1     |
| Total     | 3      | 0      | 3     |

## Résultats

### Bobsleigh
Le pilote Rudy Rinaldi associé au pousseur Boris Vain constitue l'équipage qui se classe 32e au terme de la saison 2021-2022 en coupe du monde, suffisant aux jeux des quotas maximum par comité national pour prétendre à une participation. Un troisième bobeur s’envolera pour Pékin avec Anthony Rinaldi comme remplaçant. 
L'équipage finit à une honorable 6e place
| Athlète                 | Épreuve    | Course 1 | Course 1 | Manche 2 | Manche 2 | Manche 3 | Manche 3 | Manche 4     | Manche 4 | Total         | Total |
| Athlète                 | Épreuve    | Temps    | Rang     | Temps    | Rang     | Temps    | Rang     | Temps        | Rang     | Temps         | Rang  |
| ----------------------- | ---------- | -------- | -------- | -------- | -------- | -------- | -------- | ------------ | -------- | ------------- | ----- |
| Rudy Rinaldi Boris Vain | Bob à deux | 59 s 62  | 9e       | 59 s 90  | 3e       | 59 s 57  | 4e       | 1 min 0 s 05 | 10e      | 3 min 59 s 14 | 6e    |

### Ski alpin
Arnaud Alessandria parvient à décrocher un quota  en descente et en super-G. Ce sera sa deuxième participation, il avait fini 29e de la descente aux Jeux olympiques de Sotchi en 2014. 
| Athlète            | Épreuve  | 1re manche    | 1re manche  | 2e manche   | 2e manche   | Total         | Total |
| Athlète            | Épreuve  | Temps         | Rang        | Temps       | Rang        | Temps         | Rang  |
| ------------------ | -------- | ------------- | ----------- | ----------- | ----------- | ------------- | ----- |
| Arnaud Alessandria | Combiné  | 1 min 45 s 79 | 15e         | 58 s 41     | 16e         | 2 min 44 s 20 | 13e   |
| Arnaud Alessandria | Descente | Non disputé   | Non disputé | Non disputé | Non disputé | 1 min 46 s 25 | 29e   |
| Arnaud Alessandria | Super G  | Non disputé   | Non disputé | Non disputé | Non disputé | 1 min 24 s 68 | 31e   |